# دریاچه کارگان
دریاچه کارگان (انگلیسی: Kargan) یک دریاچه در استان نووسیبیرسک کشور روسیه است.